# Voldomino
Voldomino con Biviglione è una località del comune di Luino, in Provincia di Varese, posta a sudest del centro abitato, verso Montegrino Valtravaglia.

## Storia
Voldomino fu un antico comune del Milanese.
Registrato agli atti del 1751 come un borgo di 415 abitanti, in seguito alle riforme dell'imperatrice Maria Teresa inglobò la frazione di Biviglione. Nel 1786 Voldomino con Biviglione entrò per un quinquennio a far parte dell'effimera Provincia di Varese, per poi cambiare continuamente i riferimenti amministrativi nel 1791, nel 1798 e nel 1799.
Alla proclamazione del Regno d'Italia nel 1805 risultava avere 590 abitanti. Nel 1809 il municipio fu soppresso su risultanza di un regio decreto di Napoleone che lo annesse per la prima volta a Luvino, ma il Comune di Voldomino fu tuttavia ripristinato con il ritorno degli austriaci. Nel 1853 risultò essere popolato da 744 anime, salite a 814 nel 1871, mentre nel 1921 si registrarono addirittura 1589 residenti. Fu il regime fascista a decidere nel 1928 di sopprimere definitivamente il comune, unendolo definitivamente a Luino riprendendo l'antico modello napoleonico.

## Monumenti e luoghi d'interesse
- Chiesa di Santa Maria Assunta
- Chiesa di San Biagio